# Lệch khúc xạ
Lệch khúc xạ là hiện tượng có sự khác nhau về khúc xạ giữa hai mắt, có thể là một mắt bị cận thị còn mắt kia viễn thị hoặc cả hai mắt cùng cận cùng viễn nhưng khác nhau về mức độ. Đôi khi một mắt bình thường còn mắt kia bị cận, viễn hoặc loạn thị, điều đó có thể gây ra nhược thị do thị lực ở mắt có tật khúc xạ lớn hơn phát triển không bình thường.